# Fraxin
Fraxin ist ein Glucosid, welches natürlich in der Rinde verschiedener Bäume vorkommt. In nennenswerten Mengen konnte es in der Rosskastanie (Aesculus hippocastanum) und in verschiedenen Arten der Esche (Fraxinus) nachgewiesen werden. Außerdem soll es auch zusammen mit der verwandten Verbindung Aesculin in der Kiwifrucht (Actinidia deliciosa oder Actinidia chinensis) gefunden worden sein.
Fraxin zählt zu den Cumarin-Derivaten und zeigt, typisch für Vertreter dieser Stoffklasse, türkis-grüne Fluoreszenz unter ultraviolettem Licht. Fraxin ist das Glucosid-Derivat des Fraxetins.

## Verwendung
In der traditionellen asiatischen Medizin werden Extrakte aus der Eschenrinde und -wurzel als fiebersenkend, schmerzstillend und harntreibend beschrieben. Außerdem werden ihnen antirheumathische Eigenschaften zugeschrieben.
Auch in Europa wird Fraxinus americana in der Homöopathie gegen Fieber, Hämorrhagie und bei Erkrankungen des Uterus angewandt. Möglicherweise können diese Effekte dem Fraxin zugeschrieben werden.